# Российская государственная детская библиотека
Росси́йская госуда́рственная де́тская библиоте́ка (аббр. РГДБ) — одна из самых больших в мире библиотек для детей, а также научно-методический центр в сфере детской литературы, педагогики, психологии и социологии детского чтения для библиотек России.

## История
Открытие библиотеки состоялось 30 декабря 1969 года по распоряжению министра культуры РСФСР. Со дня основания до 2009 года Российской государственной детской библиотекой руководила заслуженный работник культуры Российской Федерации, кавалер ряда орденов, Л. М. Жаркова.
Изначально здание библиотеки располагалось на улице Д. Ульянова, и в нем было лишь два читальных зала, позже открылся третий — нотно-музыкальный. В 1987 году библиотеку перевезли в новое здание, где она функционирует и по сей день. Общая площадь здания составляет 10000 кв. м., оно было возведено по особому архитектурному проекту, разработку которого курировал академик Я. Белопольский. В ходе проектировки расположения и целевого назначения помещений учитывались мнения работников библиотеки. Над обустройством читальных залов, холлов, Литературной и Музыкальной гостиных, выставочных помещений работала команда дизайнеров, специалистов по гобеленам, керамике, краснодеревщиков.
Читальные залы библиотеки делятся на общие и специализированные: первые предназначены для детей и подростков любого возраста и специалистов, ко вторым относятся фонотека, интернет-центр, справочно-библиографическое бюро, зал искусствоведческой литературы, зал иноязычной литературы, Комната сказок, зал для семейного чтения, Пушкинская комната, Музыкальная гостиная, кабинет для психолого-педагогических консультаций. Достаточно места отведено под размещение книжно-иллюстративных выставок, также есть помещения для отдыха и актовый зал на 185 человек.
РГДБ является членом Российской библиотечной ассоциации, Библиотечной Ассамблеи Евразии, национальной секции Международного совета по детской и юношеской литературе.
В 2019 году РГДБ была номинирована на премию памяти Астрид Линдгрен.

## Фонды библиотеки
В настоящее время фонд Российской государственной детской библиотеки состоит из более 500 тысяч книг, журналов, газет, нотных изданий и кинофотофономатериалов. Почетное место в фонде занимают редкие книги, ценные издания и альбомы с репродукциями. Полки библиотеки постоянно пополняются книжными новинками, книгами на иностранных языках (отдел иностранной литературы хранит тысячи книг на более чем пятидесяти языках мира), нотными изданиями, интересными для детей и взрослых. В фондах библиотеки есть книги с автографами знаменитых детских писателей, подписанные Астрид Линдгрен, Эдуардом Успенским, Киром Булычевым, Натальей Дуровой, Юрием Ковалем и другими.
С 1987 года РГДБ занимается коллекционированием редких книг и архивных материалов для музейных выставок, посвященных детской книге.

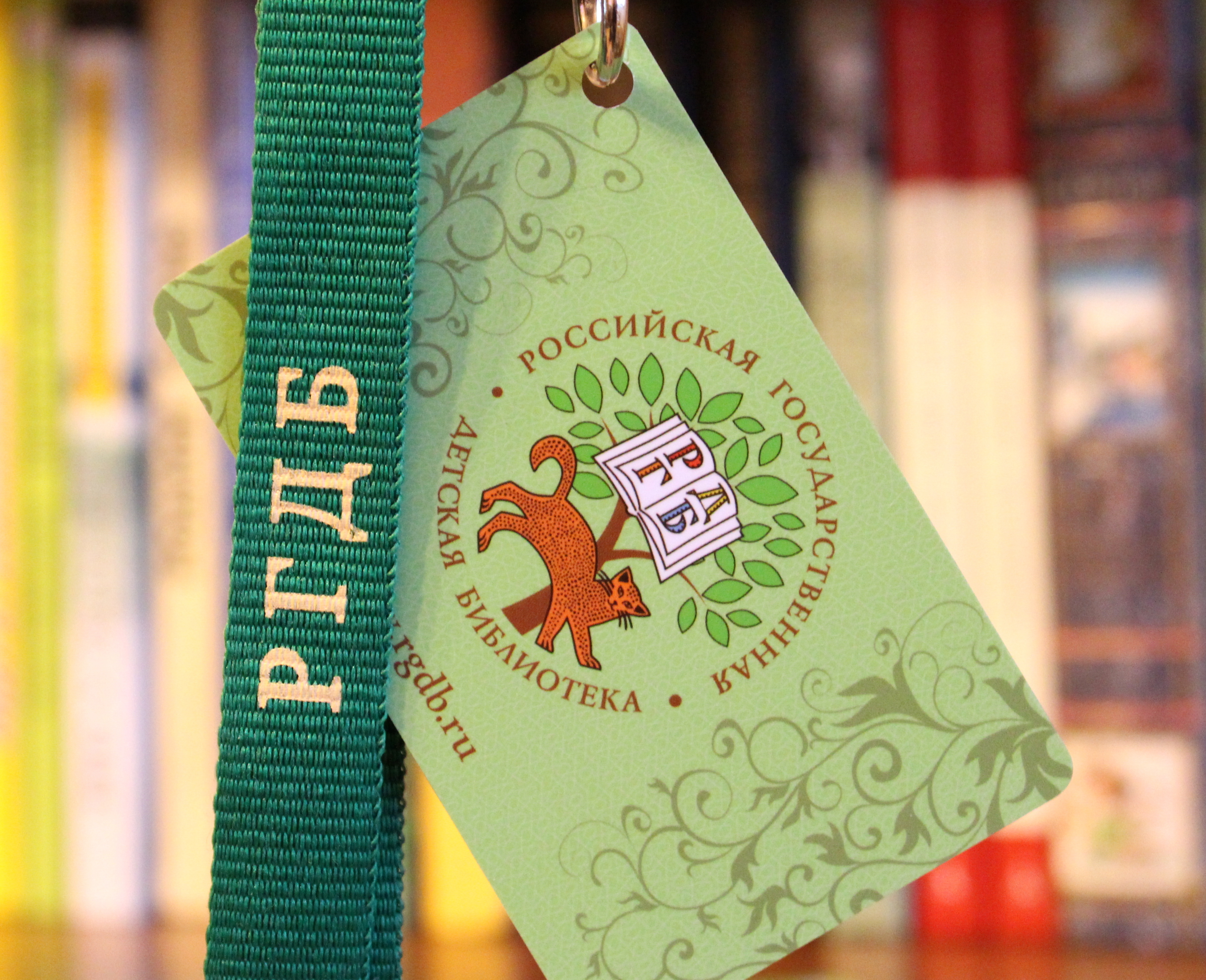
Электронный читательский билет с логотипом РГДБ. Выдается бесплатно. Срок действия — 5 лет.

## Электронные ресурсы
С 2012 года Российская государственная детская библиотека является оператором Национальной электронной детской библиотеки (аббр. НЭДБ), которая предоставляет бесплатный доступ к оцифрованным изданиям для детей, о детях и входящим в круг детского чтения. Особенностью библиотеки являются редкие, старые печатные издания, дореволюционная и советская детская периодика, диафильмы высокого качества. Фондообразование НЭДБ происходит за счёт собственных ресурсов РГДБ, фондов крупнейших библиотек России и частных коллекций. Материалы НЭДБ находятся в свободном доступе в интернете, заход осуществляется через официальный сайт РГДБ и собственный сайт НЭДБ. На текущий момент архив содержит более 9000 оцифрованных материалов (на апрель 2016 года) и пополняется еженедельно.
РГДБ принимает участие в проекте Национальная электронная библиотека.
РГДБ стала победителем грантового конкурса Российского фонда культуры в направлении «Творческие люди» национального проекта «Культура» в номинации «Библиотечное дело», и совместно с ассоциацией деятелей культуры, искусства и просвещения по приобщению детей к чтению «Растим читателя» РГДБ создала Всероссийскую энциклопедию детской литературы «ПроДетЛит», которая «представляет собой постоянно пополняющееся собрание материалов, отражающих деятельность отечественных и зарубежных авторов, художников-иллюстраторов, переводчиков, тесно связанных с детской литературой» и посвящёна объективному рассказу «о создателях детской книги (писателях, художниках, переводчиках, издателях и др.), наградах и литературных премиях». Проект был впервые представлен в докладе заместителя директора РГДБ И. С. Гавришина «РГДБ как национальный центр детской литературы» 17 сентября 2019 года в Анапе на 12-й Международной конференции «Через библиотеки — в будущее», организованной Министерством культуры Краснодарского края и Краснодарской краевой юношеской библиотекой имени И. Ф. Вараввы совместно с Министерством культуры РФ, Российским комитет Программы ЮНЕСКО «Информация для всех», Российской государственной библиотека для молодёжи и администрацией города Сочи.

## Диафильмы
С июля 2015 года в соответствии с решением Министра культуры Российской федерации  РГДБ выступает координатором по сохранению и созданию электронной коллекции диафильмов. Идея создания цифровой коллекции диафильмов выдвинута директором библиотеки Веденяпиной М. А. на круглом столе по вопросам чтения, который провел в РГДБ председатель Государственной думы С. Е. Нарышкин.
Основная задача — создание достоверного реестра диафильмов, выпущенных в СССР и РФ. Российская государственная детская библиотека производит сбор и регистрацию информации о диафильмах из российских библиотек и частных коллекций. Оцифровка производится по специально разработанной технологии, включающей сканирование с высоким разрешением (4000 точек на дюйм), удаление дефектов плёнки диафильма, кадрирование, восстановление цвета и библиографическое описание.
Доступ к оцифрованным диафильмам предоставляется через Национальную электронную детскую библиотеку(НЭДБ) на основании заключенного в начале 2016 года лицензионного соглашения с Госфильмофондом России.
По некоторым оценкам, количество выпущенных диафильмов может составлять не менее 16 000. На начало 2016 года цифровая коллекция, сформированная РГДБ, содержит более 1 500 материалов, в реестр внесено более 5 000 диафильмов.

## Фотолетопись РГДБ

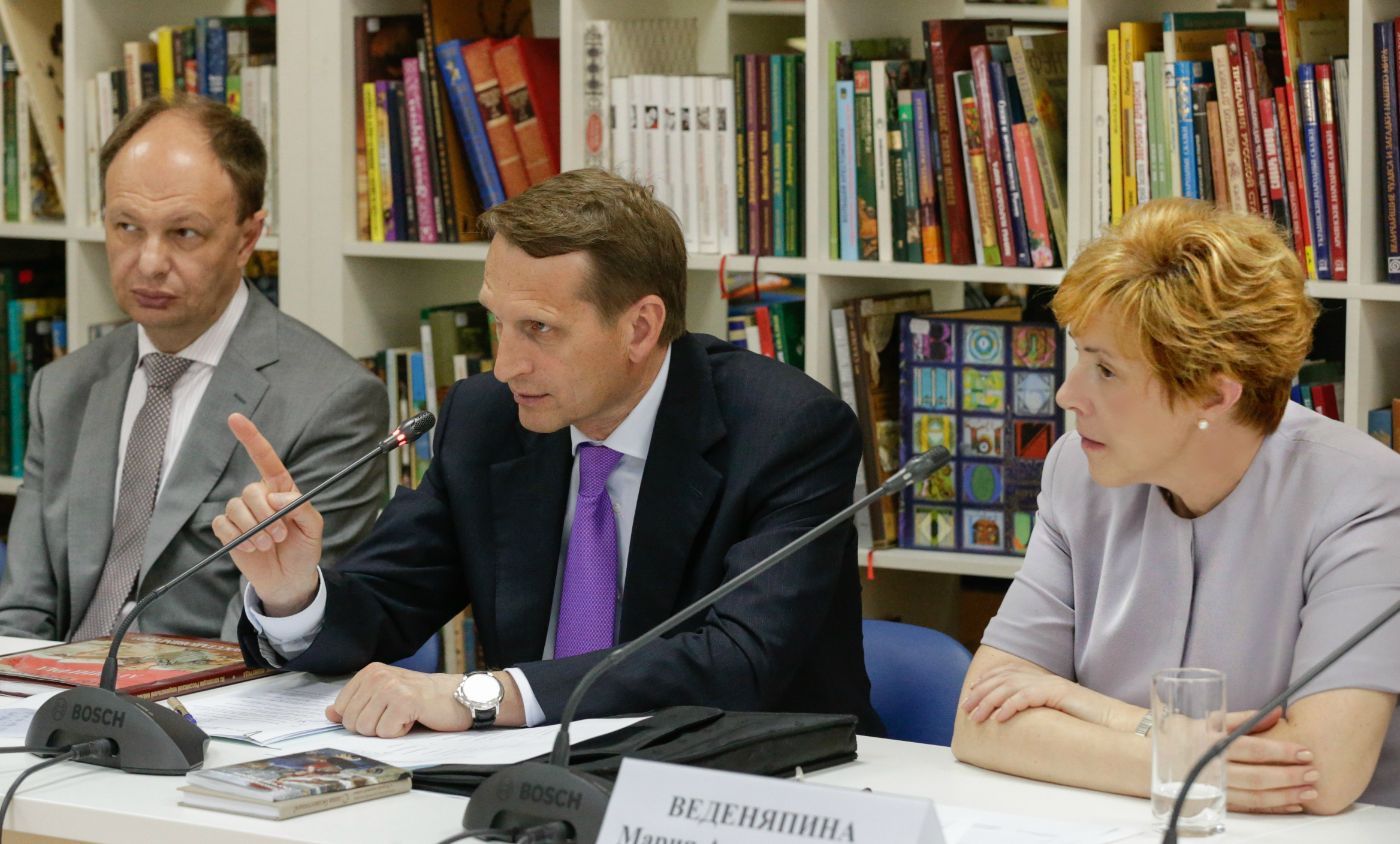
Круглый стол по вопросам чтения. Сеславинский М.В.,  Нарышкин С.Е., Веденяпина М.А.
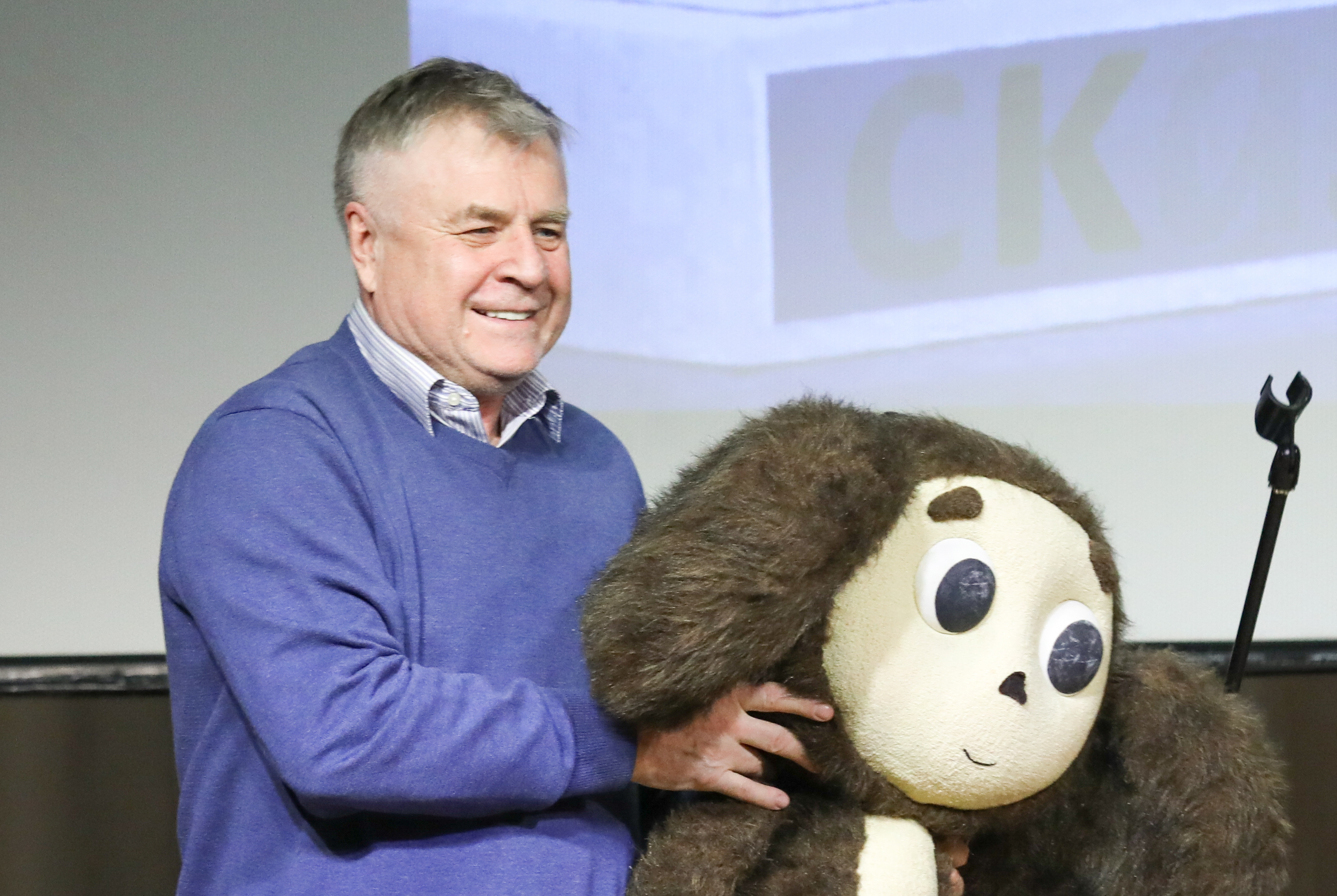
Композитор Григорий Гладков в Российской государственной детской библиотеке. Премия «Большая сказка» имени Э. Н. Успенского.
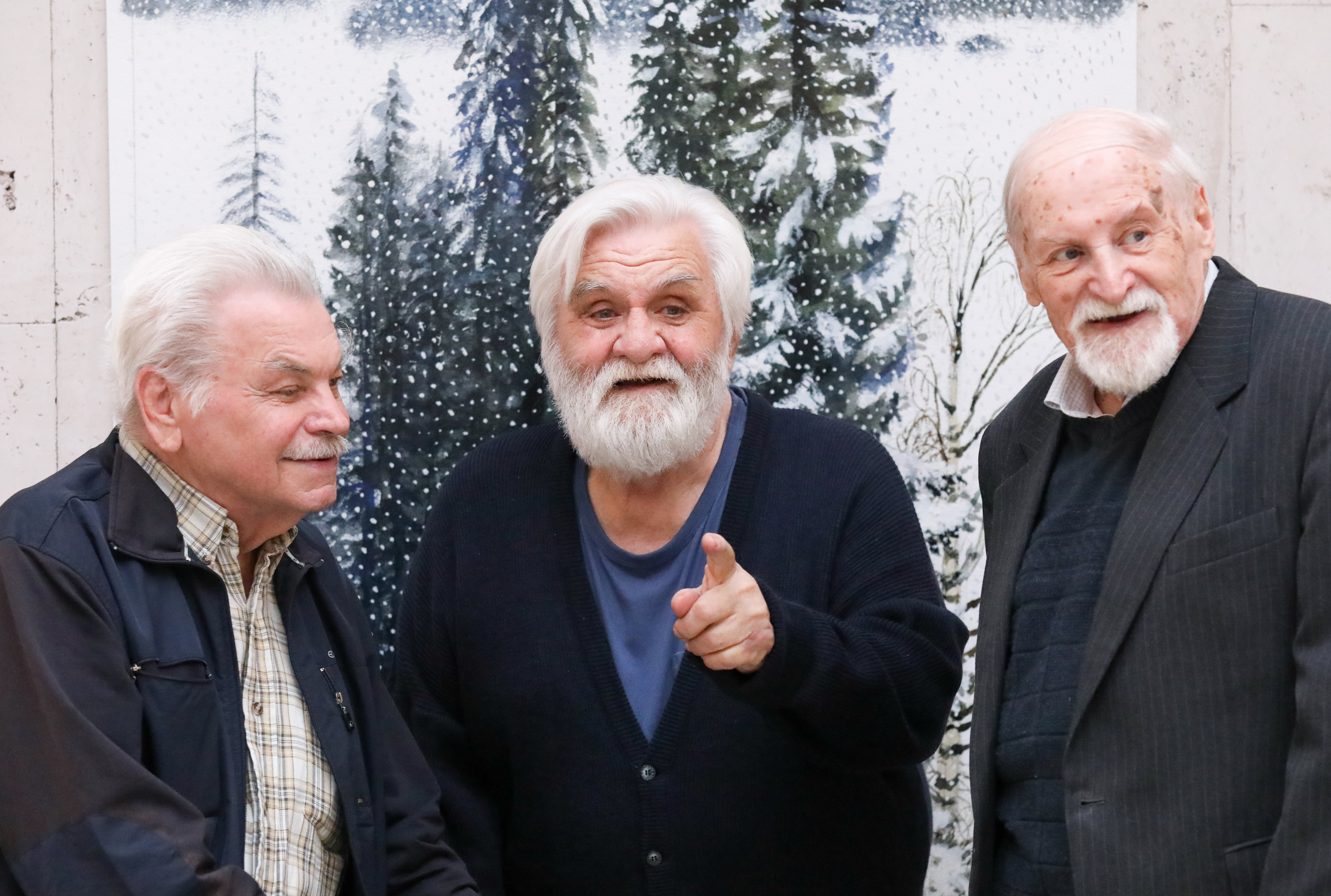
Художники Анатолий Елисеев, Николай Устинов и Анатолий Иткин в Российской государственной детской библиотеке.
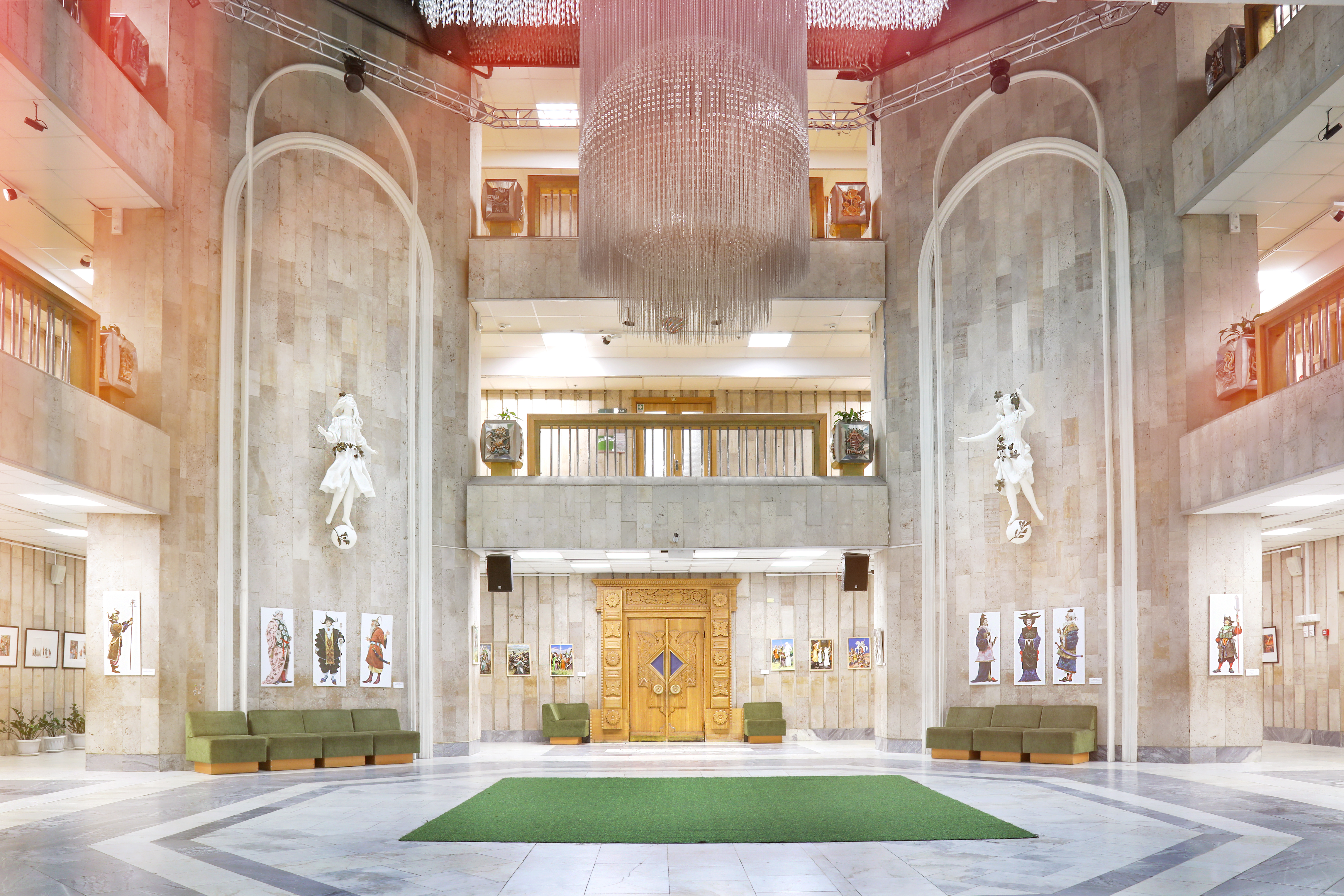
Большой выставочный зал Российской государственной детской библиотеки.
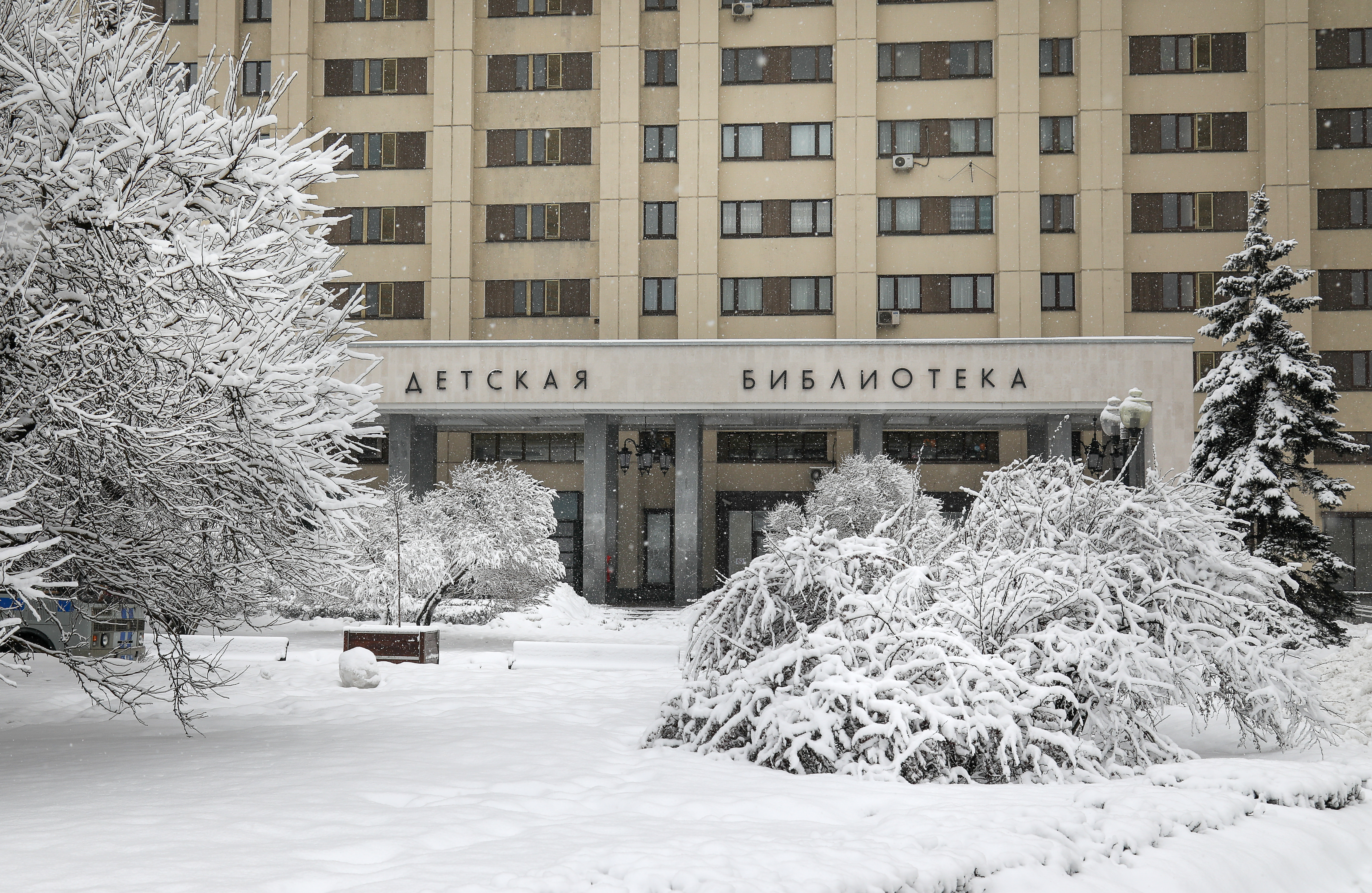
Российская государственная детская библиотека зимой.
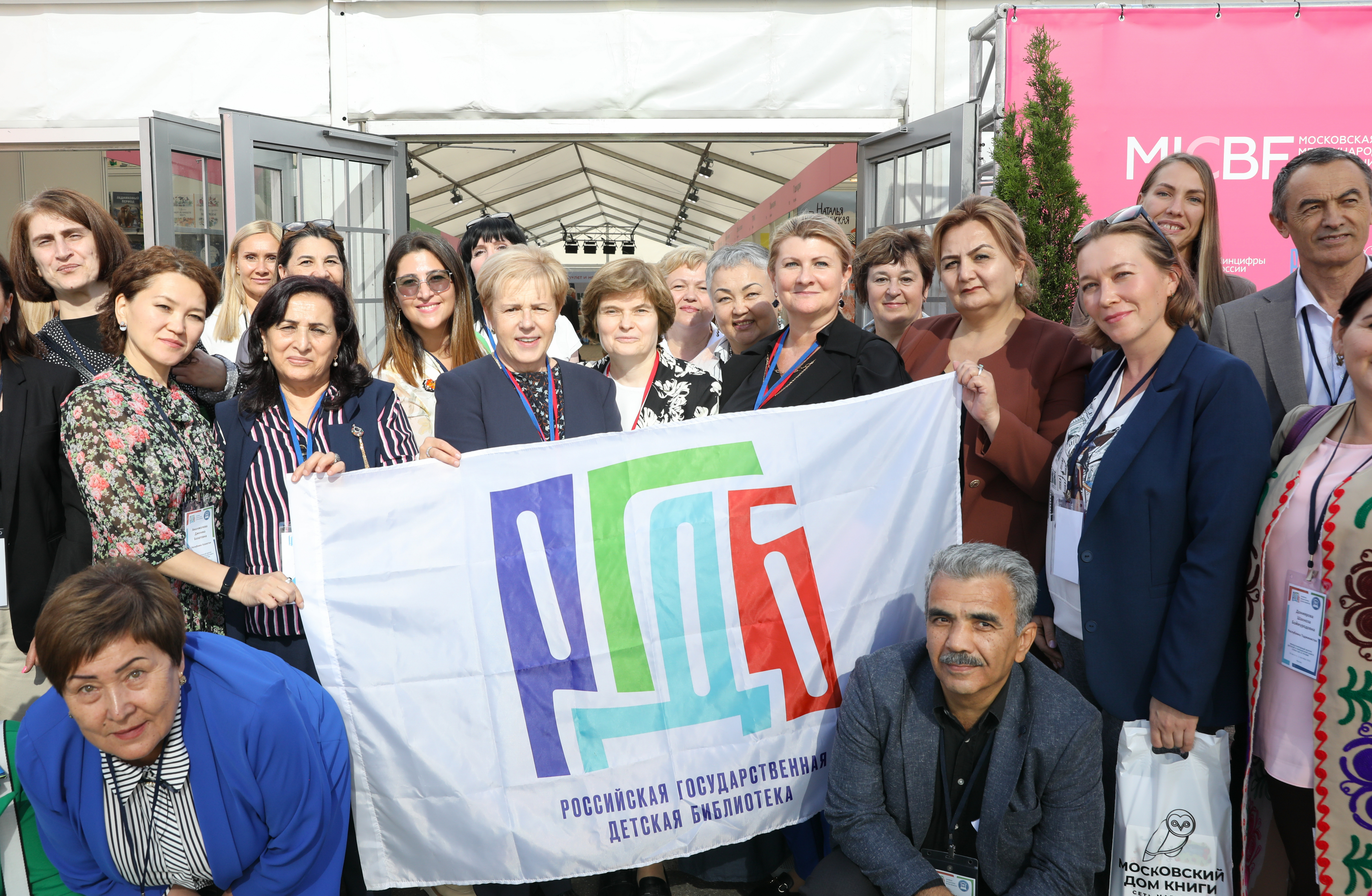
Международный форум детской и юношеской книги стран СНГ и Грузии. Первая Московская международная детская книжная ярмарка. Директор РГДБ Мария Веденяпина, писатель Нурсулу Шаймерденова, писатель Азиз Азизи, художник-мультипликатор Бахтиёр Кахаров и др.
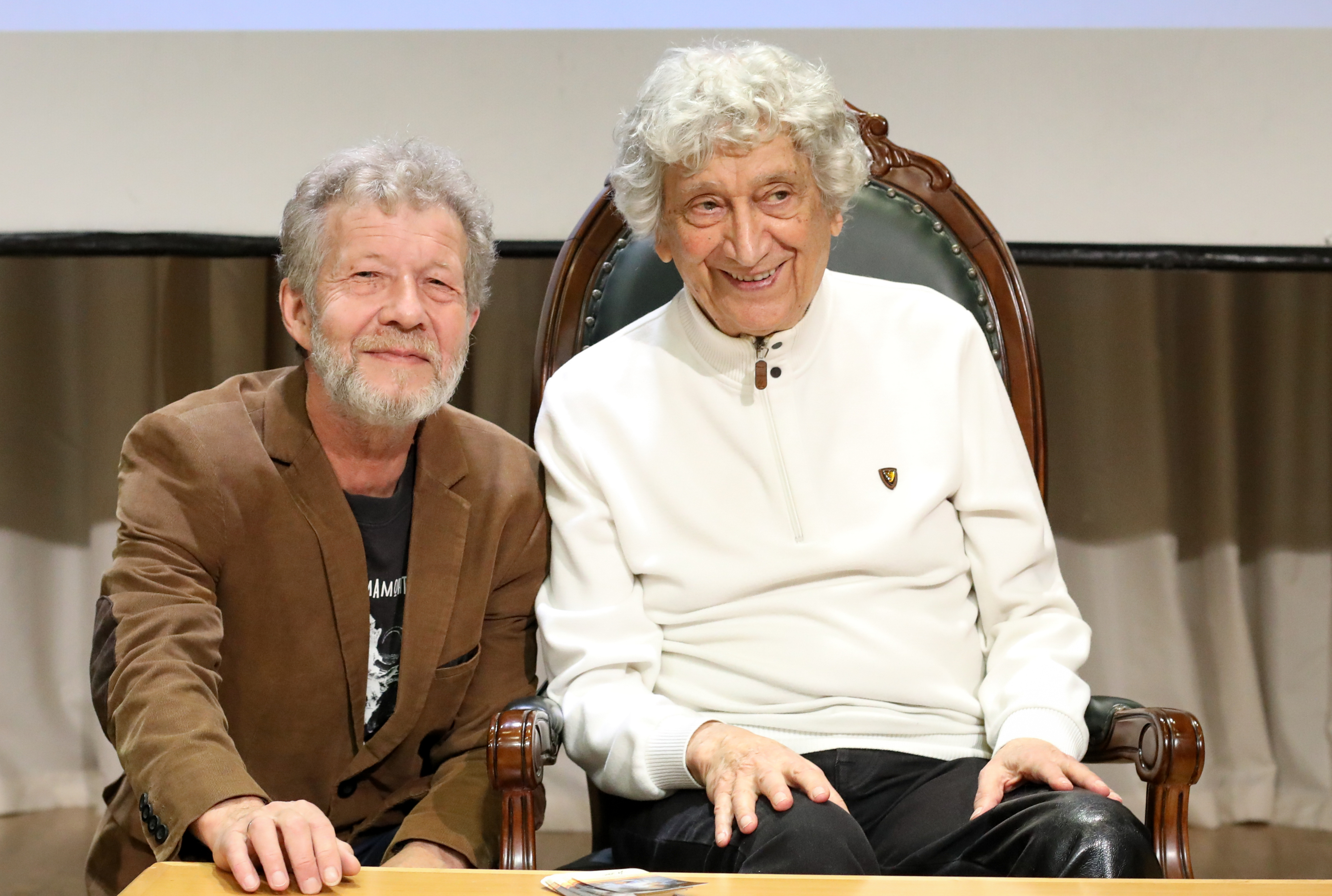
Андрей Усачёв и Юрий Энтин в концертном зале РГДБ